# المملكة المتحدة وأسلحة الدمار الشامل
تمتلك المملكة المتحدة، أو امتلكت، أنواعًا مختلفةً من أسلحة الدمار الشامل، بما فيها الأسلحة النووية والبيولوجية والكيميائية. تُعد المملكة المتحدة واحدةً من الدول الخمس التي تمتلك أسلحةً نووية رسميًا، وتمتثل لمعاهدة الحد من انتشار الأسلحة النووية، وتمتلك قوة ردع نووية مستقلة. يُقدَّر أن المملكة المتحدة تمتلك مخزونًا يشمل 120 رأسًا حربيًا نوويًا فعالًا، و215 رأسًا حربيًا بالمجمل. تخلت المملكة المتحدة عن استخدام السلاح الكيميائي والبيولوجي في عام 1956، وأتلفت في ما بعد مخازنها العامة.

## الأسلحة البيولوجية
خلال الحرب العالمية الثانية، درس العلماء البريطانيون استخدام الأسلحة البيولوجية، وشمل ذلك إجراء اختبار باستخدام الجمرة الخبيثة على جزيرة غرينيارد الاسكتلندية، ما جعلها ملوثة ومغلقة ما يقارب خمسين سنة، حتى بدء برنامج كثيف لاستئصال الأبواغ البكتيرية استغرق أربع سنوات واكتمل في عام 1990.
أنتج العلماء أيضًا خمسة ملايين كعكة مصنوعة من زيت بذر الكتان مخصصة للماشية تاركين فيها ثقوبًا لإضافة أبواغ الجمرة الخبيثة بين عام 1942 ومنتصف عام 1943، إذ صُممت لإلقائها على الألمان باستخدام مستوعبات خاصة تحوي كل منها 400 قطعة، وقد سُمي هذا المشروع عملية فيجيتيريان. هدفت العملية إلى أن يقضي هذا المرض على الإنتاج الألماني من لحوم الأبقار والحيوانات المنتجة للحليب، مع إمكانية انتشاره إلى التجمعات البشرية. لم تكتمل التحضيرات حتى أوائل عام 1944. كان شرط القيام بالعملية حدوث هجوم ألماني بالجمرة الخبيثة على المملكة المتحدة.
استمر تطوير الأسلحة الهجومية بعد الحرب خلال فترة خمسينيات القرن العشرين، وأُجريت اختبارات باستخدام الطاعون، وداء البروسيلات، وداء توليري، وفي مراحل لاحقة التهاب الدماغ الخيلي وفيروسات الوقس (وهي محرضات آمنة نسبيًا للجدري).
أُجريت خمس مجموعات من التجارب في البحر باستخدام السحب الضبابية والحيوانات.
- عملية هارنس (السرج) في أنتيغوا بين عامي 1948 و 1949.
- عملية كولدرون (المرجل) في ستورنواي في عام 1952. أبحرت سفينة الصيد كاريلا دون معرفة الطاقم عبر سحابة من عصيات الطاعون الرئوي (اليرسينيا الطاعونية) خلال هذه التجربة. بقيت السفينة تحت المراقبة السرية حتى انقضاء فترة الحضانة، والنتيجة أن لا أحد من الطاقم شعر بالمرض.
- عملية هيسبروس في ستورنواي في عام 1953.[3]
- عملية أوزون في ناساو في عام 1954.
- عملية نيغيشن في ناساو في 1954-1955.

أُلغي برنامج التجارب في عام 1956 عندما تنازلت الحكومة البريطانية عن استخدام الأسلحة البيولوجية والكيميائية.
حُرّمت الأسلحة البيولوجية عام 1974، وأبرمت المملكة المتحدة معاهدة حظر الأسلحة البيولوجية والسمية في مارس من عام 1975.

## الأسلحة الكيميائية
وقعت المملكة المتحدة اتفاقيتَي لاهاي (في عامي 1899 و1907) اللتين حظرتا استخدام الغاز السام في الحروب، ولكن خلال الحرب العالمية الأولى، أطلقت القوات البريطانية غاز الكلوراين للمرة الأولى خلال معركة لوس في الخامس والعشرين من سيبتمبر من عام 1915 انتقامًا لاستخدام الألمان هذا الغاز ضد القوات البريطانية بدءًا من أبريل من عام 1915.
عند نهاية الحرب، أصبح استخدام الغاز السام واسع الانتشار من كلا الجانبين، وبحلول عام 1918، أصبحت القذائف المدفعية تُملأ بالغاز، وأنتج البريطانيون ما يقارب 25,400 طن من المواد الكيميائية السامة.
استخدم البريطانيون أنواعًا عديدةً من الغازات السامة، بدءًا بالكلوراين، وتلاه الفوسجين، والديفوسجين، وغاز الخردل. استخدموا أيضًا مقادير صغيرة نسبيًا من الغازات المخرشة مثل كلوروميتيل كلوروفورمات، وكلوروبيكرين، وبروموأسيتون، وإيتيل يودوأسيتات. خُلطت الغازات معًا غالبًا، مثال ذلك غاز النجم الأبيض (وايت ستار)، وهو اسم أُطلق على خليط من حجوم متساوية من غازي الكلوراين والفوسجين. رغم التطورات التقنية، تناقصت فعالية الأسلحة الكيميائية مع تقدم أحداث الحرب. يعود ذلك إلى استخدام معدات الحماية والتدريب الذي خضع له الجانبان.
بعد الحرب، ألقى سلاح الجو الملكي غاز الخردل على قوات البلشفية عام 1919، واقترح ونستون شيرشل وزير الدولة لشؤون الحرب والجو أن يستخدمها سلاح الجو الملكي (آر إيه إف) في العراق في عام 1920 خلال الثورة الكبرى التي قامت هناك. لا يتفق المؤرخون على حقيقة استخدام الغاز حينها.
أبرمت المملكة المتحدة بروتوكول جنيف في التاسع من أبريل عام 1930، ووقعت معاهدة حظر الأسلحة الكيميائية في 13 يناير من عام 1993 وأبرمتها في 13 مايو من عام 1996.
رغم توقيع بروتوكول جنيف، أجرت المملكة المتحدة اختبارات واسعة للأسلحة الكيميائية انطلاقًا من أوائل ثلاثينيات القرن العشرين. في تجارب روالبيندي، عُرّض مئات الجنود الهنديين إلى غاز الخردل في محاولة لتحديد جرعة الغاز المناسبة لاستخدامها في ساحات الحرب. عانى العديد من الجنود الخاضعين للاختبار حروقًا شديدةً ناجمة عن تعرضهم للغاز.
اشتكى العديد من الجنود المتقاعدين من اعتلال صحي طويل الأمد بعد المشاركة في اختبارات العوامل المؤثرة على الأعصاب. زُعم أنهم لم يحصلوا على معلومات كافية عن التجارب والأخطار المتعلقة بها قبل تطوعهم، وهذا مخالف لكود نورمبرغ الموضوع عام 1947. أصبحت الانتهاكات المزعومة في بورتون داون قضيةً لتحري الشرطة مدةً طويلةً، سُميت عملية أنتلر التي كشفت استخدام المتطوعين في اختبار أنواع مختلفة من الأسلحة الكيميائية وتدابيرها المعاكسة بين عامي 1939-1989. افتُتح تحقيق في الخامس من مايو عام 2004 في حادثة موت جندي يُدعى رونالد ماديسون في السادس من مايو عام 1953 خلال تجارب استخدام السارين. في تحقيق خاص بوزارة الدفاع البريطانية، وُجد سابقًا أن وفاته نجمت عن «سوء الحظ»، لكن المحكمة العليا ألغت هذه النتيجة في عام 2002. خُتمت جلسات الاستماع لعام 2004 في 15 نوفمبر، بعد أن وجدت هيئة المحلفين أن «تطبيق عامل عصبي في تجربة غير علاجية» كان المسؤول عن موت ماديسون.

## الأسلحة النووية
صممت مؤسسة الأسلحة الذرية في المملكة المتحدة الأسلحة النووية البريطانية وطورتها. تملك المملكة المتحدة أربع غواصات فانغارد تحمل صواريخ ترايدنت ذات رؤوس نووية. تستند مبادئ العملية إلى الحفاظ على تأثير رادع من خلال امتلاك غواصة واحدة في البحر على الأقل، وقد صُممت خلال الحرب الباردة. تجري غواصة واحدة أعمال الصيانة المعتادة وتبقى الأخريان في الميناء أو تُجريان تمارين تدريبية.
تستطيع كل غواصة حمل ما يصل إلى 16 صاروخ ترايدنت 2 دي 5، يقدر كل صاروخ على حمل 12 رأسًا حربيًا، وبذلك تبلغ الحمولة العظمى للغواصة 192 رأسًا حربيًا. ولكن، أعلنت الحكومة البريطانية في عام 1998 أن كل غواصة ستحمل 48 رأسًا حربيًا (منصفين حدود الحمولة التي وضعتها الحكومة السابقة)، وهي حمولة تبلغ بالمتوسط ثلاثة رؤوس لكل صاروخ. هناك صاروخ أو اثنان في كل غواصة يحملان عددًا أقل من الرؤوس الحربية لاستخدامات «شبه إستراتيجية» ما يسمح بتسليح البقية بعدد أكبر.